# Keith Remfry
Keith Remfry (* 17. November 1947 in Ealing; † 16. September 2015) war ein britischer Judoka, der 1976 die olympische Silbermedaille in der offenen Klasse gewann.

## Sportliche Karriere
Der 1,93 m große Remfry war ursprünglich Polizist in London und lernte den Judosport im Budokwai, dem von Gunji Koizumi gegründeten ältesten Judoverein Europas. 1968 erkämpfte der Schwergewichtler die Silbermedaille bei den Junioreneuropameisterschaften. 1971 gewann die britische Mannschaft mit Edward Cassidy, David Lawrence, Angelo Parisi, Keith Remfry und David Starbrook den Mannschaftseuropameistertitel. Bei den Judo-Weltmeisterschaften 1971 bezwang er im Schwergewicht unter anderem den Japaner Kaneo Iwatsuri und den US-Judoka Allen Coage und erhielt schließlich Bronze hinter dem Niederländer Wim Ruska und dem Deutschen Klaus Glahn. 1972 gewann das britische Team Bronze bei den Mannschaftseuropameisterschaften. Bei den Olympischen Spielen in München verlor Remfry seinen Auftaktkampf gegen den Kanadier Douglas Rogers durch Schiedsrichterentscheid. 
Bei den Europameisterschaften 1973 gewann Remfry die Silbermedaille im Schwergewicht, nachdem er das Finale gegen den Spanier Santiago Ojeda verloren hatte. Bei den Weltmeisterschaften unterlag er im Halbfinale dem für die Sowjetunion kämpfenden Dschibilo Nischaradse, im Kampf um die Bronzemedaille besiegte Remfry den Niederländer Peter Adelaar. 1974 gewann Remfry mit dem britischen Team hinter der sowjetischen Mannschaft Silber bei den Mannschaftseuropameisterschaften. 
1976 trat Keith Remfry bei den Olympischen Spielen in Montreal im Schwergewicht und fünf Tage später in der offenen Klasse an. Im Schwergewicht gewann er seine ersten drei Kämpfe, verlor aber im Poolfinale gegen den sowjetischen Judoka Serhiy Nowikow, in der Hoffnungsrunde unterlag Remfry dem Japaner Sumio Endō und belegte den fünften Platz. In der offenen Klasse erreichte er mit drei Siegen das Finale und unterlag dort dem Japaner Haruki Uemura.
Nach seiner sportlichen Karriere verließ Remfry die Londoner Polizei und arbeitete als Judotrainer. In späteren Jahren war er wegen einer Nierenerkrankung jahrelang auf einen Rollstuhl angewiesen, er starb im Alter von 67 Jahren.